# Attentat
För andra betydelser, se Attentat (olika betydelser).

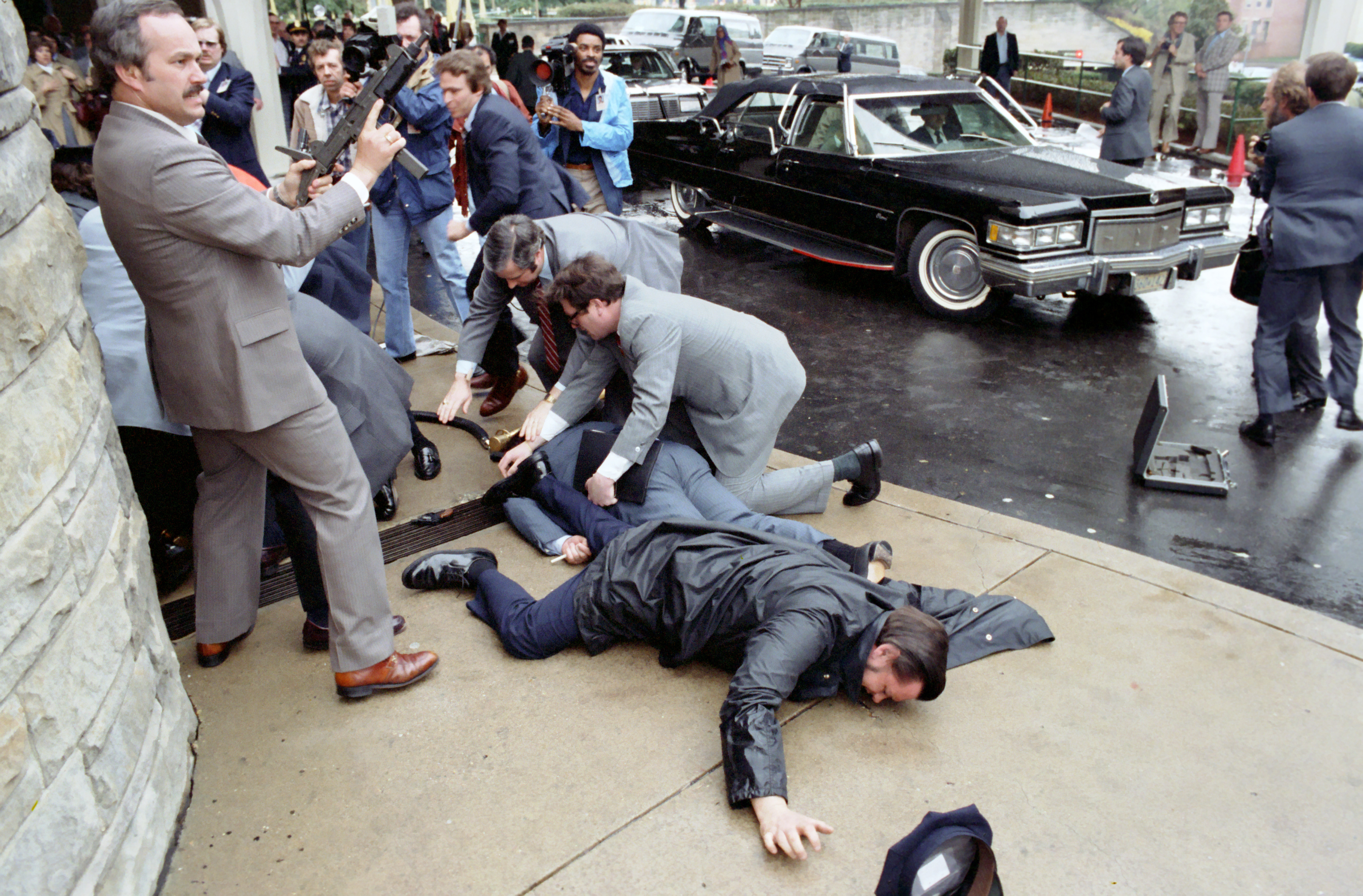
Attentatet mot Ronald Reagan 1981.

Attentat (från latinets attentatum, försök till brott) betecknar ett planerat eller genomfört våldsbrott, ofta med politiskt motiv. Det kan handla om mord på en offentlig symbolfigur eller försök till ett sådant mord. Målet för ett attentat kan vara en enskild person, persongrupp eller egendom. Det mera urskillningslösa dödandet av flera personer betecknas till skillnad mot detta som terrorism. Målinriktade attentat kan samtidigt ingå i terroristers verksamhet. Den som utför ett attentat kallas attentatsman.

## Offer och förövare
Offentliga personer som har blivit offer för attentat har exempelvis varit regeringsmedlemmar, statsöverhuvuden och ministrar, parlamentariker och domare, partiledare, medlemmar i fackföreningar eller företrädare för religiösa organisationer. Även militärer, högre myndighetsutövare och journalister som spelar en framträdande roll i politiken har blivit offer för attentat, dessutom på regional nivå som borgmästare och polischefer. Attentat utövas även av psykiskt förvirrade personer och utan politiska avsikter riktas mot personer som idrottsutövare eller artister och konstnärer. Målen för attentaten kan förutom personer vara som offentliga transportmedel, till exempel flygplan eller tunnelbanor, byggnader som diskotek, synagogor, moskéer, kyrkor och ekonomiska förvaltningscentra. 

## Metoder
Attentatsutövare använder konventionella vapen men även gift, brevbomber, bilbomber eller mordbrand. Vid 11 september-attackerna 2001 användes kapade trafikflygplan.

## Politiska attentat i Sverige
Några kända attentat i Sverige med dödlig utgång, som åtminstone i den efterföljande debatten har beskrivits som politiskt motiverade, är:
- Stockholms blodbad 1524
- Mordet på Gustav III 1792
- Martin Ekenbergs brevbomber 1904 till 1909 (var falskflaggdåd; ej politiskt men personligt motiverade)
- Amaltheadådet 1908
- Wångska mordet 1909
- Attentatet mot Norrskensflamman 1940
- Beskjutningen av Jugoslaviens ambassad 1971
- Ockupationen av Västtysklands ambassad 1975
- Morden på PKK-avhoppare 1984 och 1985
- Mordet på Olof Palme 1986
- Mordet på Ronny Landin 1986
- John Ausonius (lasermannens) serie av skjutningar 1991-1992
- Mordet på John Hron 1995
- Skogåsmordet 1999
- Mordet på Anna Lindh 2003
- Peter Mangs masskjutningar 2009-2010
- Skolattacken i Trollhättan 2015
- Terrordådet i Stockholm 2017
- Almedalsdådet 2022

## Ett urval av personer dödade vid politiska mord i övriga världen

### I äldre tid
- Filip II av Makedonien (336 f.Kr.), far till Alexander den store
- Julius Caesar (44 f.Kr.)
- Konrad av Montferrat (1192)
- Przemyslaw II av Polen (1296)
- Vilhelm I av Oranien (1584)
- Henrik III av Frankrike (1589)
- Henrik IV av Frankrike (1610)

### Under 1800-talet
- Paul I av Ryssland (1801)
- Alexander II av Ryssland (1881)
- Abraham Lincoln, (1865)
- James Garfield (1881)
- Elisabeth av Österrike (1898)

### Under 1900-talet
- William McKinley (1901)
- Franz Ferdinand (1914)
- Rosa Luxemburg (1919)
- Karl Liebknecht (1919)
- Paul Doumer (1932)
- Reinhard Heydrich (1942)
- Lev Trotskij (1940)
- Benigno Aquino jr (1983)
- Folke Bernadotte (1948)
- Mahatma Gandhi (1948)
- Liaquat Ali Khan (1951)
- John F. Kennedy (1963)
- Hendrik Verwoerd (1966)
- Martin Luther King (1968)
- Ghassan Kanafani (1972)
- Faisal bin Abdul Aziz (1975)
- Naji al-Ali (1987)
- Abu Lyad (1991)
- Abu al-Hol (1991)
- Yitzhak Rabin (1995)
- Galina Starovoitova (1998)
- Massimo D'Antona (1999)
- Claude Erignac (1998)
- Yahya Ayyash (1996)

### Under 2000-talet
- Pim Fortuyn (2002)
- Ernest Lluch (2000)
- Manuel Gimenez Abad (2001)
- Marco Biagi (2002)
- Zoran Đinđić (2003)
- Anna Lindh (2003)
- Ahmad Passin (2004)
- Abd al-Aziz ar-Rantissi (2004)
- Ahmad Yassin (2004)
- Theo van Gogh (2004)
- Aleksandr Litvinenko (2006)
- Abdel Aziz al-Rantissi
- Anna Politkovskaja (2006)
- Nizar Rayyan (2009)
- Usama bin Ladin (2011)
- Wissam al Hassan (2012)
- Muammar al-Gaddafi (2011)
- Ahmed Jaabari (2012)
- Anwar al-Awlaki (2012)
- Sakine Cansiz (2013)
- Chokri Belaïd (2013)
- Muhammad al-Brahimi (2013)
- Boris Nemtsov (2015)